# 36e division de réserve (Empire allemand)
Pour les articles homonymes, voir 36e division d'infanterie.
La 36e division de réserve est une unité de l'armée allemande qui participe à la Première Guerre mondiale.

## Première Guerre mondiale

### Composition

#### Composition à la mobilisation - 1914
- 69e brigade d'infanterie de réserve

21e régiment d'infanterie de réserve
61e régiment d'infanterie de réserve
- 70e brigade d'infanterie de réserve

54e régiment d'infanterie
5e régiment d'infanterie de réserve
2e bataillon de jäger de réserve
- 1re régiment de hussards de réserve
- 36e régiment d'artillerie de campagne de réserve (6 puis 7 batteries)
- 1re compagnie de réserve du 2e bataillon de pionniers

#### 1917
- 69e brigade d'infanterie de réserve

5e régiment d'infanterie de réserve
54e régiment d'infanterie « von der Goltz » (7e régiment d'infanterie de Poméranie)
61e régiment d'infanterie de réserve
- 72e commandement divisionnaire d'artillerie

36e régiment d'artillerie de campagne de réserve (9 batteries)
- 5e escadron du 1er régiment de dragons de la Garde, 1er et 2e escadrons du 1er régiment d'uhlans de réserve
- 336e bataillon de pionniers

#### 1918
- 69e brigade d'infanterie de réserve

5e régiment d'infanterie de réserve
54e régiment d'infanterie « von der Goltz » (7e régiment d'infanterie de Poméranie)
61e régiment d'infanterie de réserve
- 72e commandement divisionnaire d'artillerie

36e régiment d'artillerie de campagne de réserve (9 batteries)
3e bataillon du 4e régiment d'artillerie à pied de réserve
- 5e escadron du 1er régiment de dragons de la Garde
- 2e bataillon de pionniers

### Historique
Au déclenchement du conflit, la 36e division de réserve forme avec la 1re division de réserve le Ier corps de réserve rattaché à la VIIIe armée allemande.

## Chefs de corps
| Grade           | Nom               | Date                             |
| --------------- | ----------------- | -------------------------------- |
| Generalleutnant | Kurt Kruge        | 2 août 1914-27 décembre 1916     |
| Generalleutnant | Arnd von Leipzig  | 28 décembre 1916-28 janvier 1918 |
| Generalmajor    | Franz von Rantzau | 29 janvier 1918-21 janvier 1919  |